# 峡江会议旧址
峡江会议旧址位于中国江西省吉安市峡江县巴邱镇横街100号。1984年被列为峡江县文物保护单位，1987年被列为江西省文物保护单位，2019年被列为第八批全国重点文物保护单位。
1930年9月，红一方面军攻长沙不克撤回江西，10月初攻取吉安。10月17日—19日在峡江县城巴邱镇召开红一方面军总前委与江西省行动委员会联席会议，即峡江会议。会议由总前敌委书记、红一方面军总政委毛泽东主持，参加会议的有红一方面军总司令朱德，总参谋长朱云卿、总政治部主任杨岳彬、总前委秘书长古柏、红三军军团长彭德怀和政委滕代远、红四军军长林彪和政委罗荣桓、红三军军长黄公略和政委蔡会文、红十二军军长罗炳辉、红八军军长何长工和政委袁国平、红五军军长邓萍和张纯清、谭政、谭震林等、中共中央长江局代表周以栗和中共江西省行动委员会书记李文林、省苏维埃政府主席曾山、省行委宣传部副部长陈正人及李井泉、刘作农等共20余人。
峡江会议旧址为赣中地区典型民居，建于清末，进深26.65米，面阔22.4米，建筑面积598平方米，占地面积6748平方米，前后两进，每进六开间，砖木结构。